# Jag, Natalie
Jag, Natalie är en amerikansk film från 1969 i regi av Fred Coe. Filmmanuset skrevs av A. Martin Zweiback efter en historia av Stanley Shapiro. Patty Duke som gjorde filmens huvudroll tilldelades en Golden Globe för sin roll. Al Pacino gjorde här sin första filmroll, han hade dock medverkat i en TV-produktion 1968.

## Rollista
- Patty Duke - Natalie
- James Farentino - David Harris
- Martin Balsam - Harold
- Elsa Lanchester - Miss Dennison
- Salome Jens - Shirley
- Nancy Marchand - Mrs. Miller
- Philip Sterling - Mr. Miller
- Deborah Winters - Betty
- Bob Balaban - Morris
- Matthew Cowles - Harvey Belman
- Al Pacino - Tony